# George Bingham, V conte di Lucan
George Charles Bingham, V conte di Lucan (Marylebone, 13 dicembre 1860 – 20 aprile 1949), è stato un ufficiale e politico irlandese.

## Biografia
Era il figlio di Charles Bingham, IV conte di Lucan, e di sua moglie, Lady Cecilia Catherine Gordon-Lennox. Studiò alla Harrow School e poi alla Sandhurst.

## Carriera

### Carriera militare
Entrò nel Rifle Brigade nel 1881, ritirandosi con il grado di capitano nel 1896. Nel 1900 entrò a far parte del 1st London Rifle Volunteers come maggiore, arrivando al grado di colonnello.

### Carriera politica
Lucan è stato sceriffo di Mayo (1902-1903).
Egli fu brevemente un deputato per Chertsey come un membro del partito conservatore. Ha servito sotto David Lloyd George, Andrew Bonar Law e Stanley Baldwin come Lord in Waiting (1920-1929). È stato nominato capitano del Honourable Corps of Gentlemen-at-Arms (1929 e 1931-1940). È stato anche vice tenente di Mayo e Middlesex.

## Matrimonio
Sposò, il 30 novembre 1896, Violet Sylvia Blanche Spender Clay , figlia di Joseph Spender Clay. Ebbero quattro figli:
- George Bingham, VI conte di Lucan (24 novembre 1898-21 gennaio 1964);
- Lady Barbara Violet Bingham (17 agosto 1902-17 dicembre 1963), sposò John Bevan, ebbero tre figli;
- John Edward Bingham (29 febbraio 1904-1992), sposò Dorothea Blanche Delacour Chatfield, ebbero tre figli;
- Lady Margaret Bingham (16 settembre 1905-17 agosto 1977) sposò Harold Alexander, I conte Alexander di Tunisi, ebbero quattro figli.

## Morte
Morì il 20 aprile 1949, all'età di 88 anni.

## Ascendenza
|                                              |                                         |                                                 | Genitori                                   |  |  | Nonni |  |  | Bisnonni                              |  |  | Trisnonni                             |  |
|                                              |                                         |                                                 |                                            |  |  |       |  |  | 8. Richard Bingham, II conte di Lucan |  |  | 16. Charles Bingham, I conte di Lucan |  |
|                                              |                                         |                                                 |                                            |  |  |       |  |  | 8. Richard Bingham, II conte di Lucan |  |  | 16. Charles Bingham, I conte di Lucan |  |
|                                              |                                         | 17. Margaret Smith                              |                                            |  |  |       |  |  | 8. Richard Bingham, II conte di Lucan |  |  |                                       |  |
| 4. George Bingham, III conte di Lucan        |                                         |                                                 |                                            |  |  |       |  |  | 8. Richard Bingham, II conte di Lucan |  |  |                                       |  |
|                                              |                                         | 9. Elizabeth Belasyse                           | 18. Henry Belasyse, II conte di Fauconberg |  |  |       |  |  |                                       |  |  |                                       |  |
|                                              |                                         | 9. Elizabeth Belasyse                           | 18. Henry Belasyse, II conte di Fauconberg |  |  |       |  |  |                                       |  |  |                                       |  |
|                                              |                                         | 9. Elizabeth Belasyse                           | 19. Charlotte Lamb                         |  |  |       |  |  |                                       |  |  |                                       |  |
| 2. Charles Bingham, IV conte di Lucan        |                                         | 9. Elizabeth Belasyse                           |                                            |  |  |       |  |  |                                       |  |  |                                       |  |
|                                              |                                         | 10. Robert Brudenell, VI conte di Cardigan      | 20. Robert Brudenell                       |  |  |       |  |  |                                       |  |  |                                       |  |
|                                              |                                         | 10. Robert Brudenell, VI conte di Cardigan      | 20. Robert Brudenell                       |  |  |       |  |  |                                       |  |  |                                       |  |
|                                              |                                         | 10. Robert Brudenell, VI conte di Cardigan      | 21. Anne Bisshopp                          |  |  |       |  |  |                                       |  |  |                                       |  |
| 5. Anne Brudenell                            |                                         | 10. Robert Brudenell, VI conte di Cardigan      |                                            |  |  |       |  |  |                                       |  |  |                                       |  |
|                                              |                                         | 11. Penelope Anne Cooke                         | 22. George John Cooke                      |  |  |       |  |  |                                       |  |  |                                       |  |
|                                              |                                         | 11. Penelope Anne Cooke                         | 22. George John Cooke                      |  |  |       |  |  |                                       |  |  |                                       |  |
|                                              |                                         | 11. Penelope Anne Cooke                         | 23. Penelope Bowyer                        |  |  |       |  |  |                                       |  |  |                                       |  |
| 1. George Bingham, V conte di Lucan          |                                         | 11. Penelope Anne Cooke                         |                                            |  |  |       |  |  |                                       |  |  |                                       |  |
|                                              | 12. Charles Lennox, IV duca di Richmond | 24. George Lennox                               |                                            |  |  |       |  |  |                                       |  |  |                                       |  |
|                                              | 12. Charles Lennox, IV duca di Richmond | 24. George Lennox                               |                                            |  |  |       |  |  |                                       |  |  |                                       |  |
|                                              | 12. Charles Lennox, IV duca di Richmond | 25. Louisa Kerr                                 |                                            |  |  |       |  |  |                                       |  |  |                                       |  |
| 6. Charles Gordon-Lennox, V duca di Richmond | 12. Charles Lennox, IV duca di Richmond |                                                 |                                            |  |  |       |  |  |                                       |  |  |                                       |  |
|                                              |                                         | 13. Charlotte Gordon                            | 26. Alexander Gordon, IV duca di Gordon    |  |  |       |  |  |                                       |  |  |                                       |  |
|                                              |                                         | 13. Charlotte Gordon                            | 26. Alexander Gordon, IV duca di Gordon    |  |  |       |  |  |                                       |  |  |                                       |  |
|                                              |                                         | 13. Charlotte Gordon                            | 27. Jane Maxwell                           |  |  |       |  |  |                                       |  |  |                                       |  |
| 3. Cecilia Catherine Gordon-Lennox           |                                         | 13. Charlotte Gordon                            |                                            |  |  |       |  |  |                                       |  |  |                                       |  |
|                                              |                                         | 14. Henry William Paget, I marchese di Anglesey | 28. Henry Paget, I conte di Uxbridge       |  |  |       |  |  |                                       |  |  |                                       |  |
|                                              |                                         | 14. Henry William Paget, I marchese di Anglesey | 28. Henry Paget, I conte di Uxbridge       |  |  |       |  |  |                                       |  |  |                                       |  |
|                                              |                                         | 14. Henry William Paget, I marchese di Anglesey | 29. Jane Champagné                         |  |  |       |  |  |                                       |  |  |                                       |  |
| 7. Caroline Paget                            |                                         | 14. Henry William Paget, I marchese di Anglesey |                                            |  |  |       |  |  |                                       |  |  |                                       |  |
|                                              |                                         | 15. Caroline Villiers                           | 30. George Villiers, IV conte di Jersey    |  |  |       |  |  |                                       |  |  |                                       |  |
|                                              |                                         | 15. Caroline Villiers                           | 30. George Villiers, IV conte di Jersey    |  |  |       |  |  |                                       |  |  |                                       |  |
|                                              |                                         | 15. Caroline Villiers                           | 31. Frances Twysden                        |  |  |       |  |  |                                       |  |  |                                       |  |
|                                              |                                         | 15. Caroline Villiers                           |                                            |  |  |       |  |  |                                       |  |  |                                       |  |